# Jacquemontia tamnifolia
Jacquemontia tamnifolia är en vindeväxtart som först beskrevs av Carl von Linné, och fick sitt nu gällande namn av August Heinrich Rudolf Grisebach. Jacquemontia tamnifolia ingår i släktet Jacquemontia och familjen vindeväxter. Inga underarter finns listade i Catalogue of Life.